# Ahmed Khalil (Fußballspieler, 1994)
Ahmed Khalil (arabisch أحمد خليل, DMG Aḥmad Ḫalīl; * 21. Dezember 1994) ist ein tunesischer Fußballspieler, der primär im Mittelfeld eingesetzt wird. Er spielt für den tunesische Erstligisten Club Africain aus Tunis. Außerdem wurde Khalil von 2016 bis 2018 in der tunesischen Nationalmannschaft eingesetzt und wurde in den Kader zur Fußball-Weltmeisterschaft 2018 berufen.

## Karriere

### Im Verein
Khalil gab sein Profidebüt für den tunesischen Erstligisten Jeunesse Sportive Kairouanaise aus Kairouan. In seiner Einstandssaison 2013/2014 konnte er mit seiner Mannschaft den achten Platz der tunesischen Meisterschaft belegen.
Nach einem Jahr wechselte Khalil zum Ligakonkurrenten Club Africain aus Tunis, mit dem er in den Jahren 2017 und 2018 den Coupe de Tunisie gewinnen konnte, 2016 erreichte sein Verein das Finale, musste sich dort aber dem Stadtrivalen Espérance Tunis geschlagen geben.
Nachdem er seit Juni 2021 vereinslos war, schloss sich Khalil im Dezember 2021 erneut dem Club Africain an. 

### Nationalmannschaft
Seinen ersten Einsatz für die tunesische Nationalmannschaft konnte Khalil am 26. Januar 2016 bei einem 5:0-Sieg gegen die Mannschaft des Niger verzeichnen. Neben diesem Freundschaftsspiel, wurde er in einem weiteren Freundschaftsspiel in diesem Jahr eingesetzt. Er gehörte dem Kader zu der Afrikanischen Nationenmeisterschaft 2016 an, wurde dort aber nicht eingesetzt. Ein Jahr später wurde Khalil ebenfalls für den Afrika-Cup nominiert, kam jedoch erneut auf keinen Einsatz.
2018 wurde Khalil schließlich für die Weltmeisterschaft in Russland nominiert. Im letzten Gruppenspiel bei dem 2:1-Sieg Tunesiens gegen Panama am 28. Juni 2018 kam Khalil zu seinem ersten WM-Spiel, als er in der 77. Minute für Naïm Sliti eingewechselt wurde.